# Lorenz Hagen
Lorenz Hagen (* 21. Juli 1885 in Amberg; † 23. Juli 1965 in München) war ein deutscher Gewerkschafter und Politiker (SPD).

## Leben
Hagen war der Sohn eines Sprenglers und wuchs als zweitältestestes Kind mit elf Geschwistern in ärmlichen Verhältnissen auf. Nach dem Besuch der Volksschule absolvierte er von 1899 bis 1902 eine Lehre als Mechaniker. Anschließend verließ er Amberg und ging auf Wanderschaft. Seine Wanderschaft führte ihn durch Süddeutschland, Sachsen, nach Berlin und den Rhein aufwärts in die Schweiz und nach Österreich. 1902 trat er dem Deutschen Metallarbeiterverband bei. Nach seiner Rückkehr in die Heimat fand er 1904 in den Nürnberger Herkules-Werken eine Anstellung. Mit 23 Jahren wurde er Mitglied der SPD. Im Jahre 1908 wurde er entlassen, weil er zum Streik aufgerufen hatte und auf die „Schwarze Liste“ der Arbeitgeber gesetzt. Erst nach 13 Monaten fand er wieder Arbeit bei den Siemens-Schuckertwerken in Nürnberg. Im Ersten Weltkrieg wurde er zu den Pionieren eingezogen und vier Mal verwundet. Im März 1920 wurde er nach dem Betriebsrätegesetz zum Vorsitzenden des Gesamtbetriebsrates seiner Firma und 1928 zum geschäftsführenden Vorsitzenden des ADGB-Ortsausschusses in Nürnberg gewählt.
Hagen war nach 1933 mehrfach im KZ Dachau inhaftiert. Mehrfache Hausdurchsuchungen und Verhaftungen belasteten die ganze Familie. Auch seine Frau wurde verhaftet und ins Frauenkonzentrationslager Lichtenburg verschleppt. Erzwungene Arbeitslosigkeit, Armut, Krankheiten und viel Leid prägten die Zeit von 1933 bis 1945.
Nach Ende des Zweiten Weltkriegs wurde er 1947 zum Präsidenten des neu gegründeten Bayerischen Gewerkschaftsbundes gewählt und blieb dies bis zu dessen Auflösung am 14. September 1949. Bis 1955 war Hagen dann Vorsitzender des DGB-Landesbezirks Bayern.
Als Mitglied der SPD gehörte Hagen 1946 der Verfassunggebenden Landesversammlung Bayerns an. Von 1946 bis 1954 war er Mitglied des Bayerischen Landtages. Hagen war als Delegierter des Bayerischen Landtags Mitglied der ersten Bundesversammlung, die 1949 Theodor Heuss zum ersten deutschen Bundespräsidenten wählte.
Hagen wurde 1955 mit dem Großen Bundesverdienstkreuz ausgezeichnet. Am 20. Juni 1958 bekam er vom bayerischen Ministerpräsidenten Hanns Seidel den Bayerischen Verdienstorden verliehen.
Sein Leichnam wurde auf dem Waldfriedhof in München/Alter Teil im Grab Nr. 96-W-20 beigesetzt.

## Gedenken
- In München wurde zu seinem Gedenken eine Straße Lorenz-Hagen-Weg benannt.
- In Nürnberg wurde zu seinem Gedenken in einem Neubaugebiet (Lichtenreuth) eine Straße Lorenz-Hagen-Straße benannt.